# Lavaur (Dordogne)
Lavaur – miejscowość i gmina we Francji, w regionie Nowa Akwitania, w departamencie Dordogne.
Według danych na rok 1990 gminę zamieszkiwały 102 osoby, a gęstość zaludnienia wynosiła 11 osób/km² (wśród 2290 gmin Akwitanii Lavaur plasuje się na 1074. miejscu pod względem liczby ludności, natomiast pod względem powierzchni na miejscu 1115.).